# Metasiodes
Metasiodes là một chi bướm đêm thuộc họ Crambidae.